# Spiroxya levispira
Spiroxya levispira är en svampdjursart som först beskrevs av Topsent 1898.  Spiroxya levispira ingår i släktet Spiroxya och familjen Alectonidae. Inga underarter finns listade i Catalogue of Life.